# Dobrowełyczkiwka
Dobrowełyczkiwka – osiedle typu miejskiego w obwodzie kirowohradzkim na Ukrainie, siedziba władz rejonu dobrowełyczkiwskiego, środek Ukrainy.

## Historia
Podczas okupacji hitlerowskiej, w listopadzie 1941 roku Niemcy utworzyli getto dla żydowskich mieszkańców. Przebywało w nim około 300 osób. 23 grudnia 1941 roku Niemcy zlikwidowali getto, a Żydów zamordowali. 

## Demografia
W 1989 liczyło 7509 mieszkańców.
W 2001 liczyło 6976 mieszkańców.
W 2013 liczyło 5763 mieszkańców.
W 2019 liczyło 5575 mieszkańców.